# Evil Things
Evil_Things – drugi album studyjny polskiego rapera Guziora wydany 8 czerwca 2018, nakładem wytwórni QueQuality.
Za produkcję odpowiedzialni byli Wezyr, D3W, losmuzka, LOAA i  Barto'cut12, natomiast wśród gości na płycie znaleźli się: Szpaku, ReTo, Adamo i DJ Filip.

## Lista utworów
| Nr | Tytuł utworu                        | Tekst                             | Producent   | Długość |
| -- | ----------------------------------- | --------------------------------- | ----------- | ------- |
| 1  | „Uppercut”                          | Mateusz Bluza                     | D3W         | 4:00    |
| 2  | „WIFI”                              | Mateusz Bluza                     | D3W         | 3:27    |
| 3  | „Ninja” (gościnnie Szpaku)          | Mateusz Bluza, Mateusz Szpakowski | D3W         | 4:13    |
| 4  | „Płuca zlepione topami”             | Mateusz Bluza                     | Wezyr       | 3:01    |
| 5  | „Nie pytaj czy wniosę ten krzyż”    | Mateusz Bluza                     | D3W         | 3:30    |
| 6  | „Tatuaże z henny” (gościnnie ReTo)  | Mateusz Bluza, Igor Bugajczyk     | LOAA        | 4:26    |
| 7  | „Kevlar” (gościnie Adamo, DJ Filip) | Mateusz Bluza                     | losmuzyka   | 3:03    |
| 8  | „MikMik”                            | Mateusz Bluza                     | LOAA        | 3:52    |
| 9  | „Blackout”                          | Mateusz Bluza                     | Wezyr       | 3:39    |
| 10 | „Spadnie deszcz”                    | Mateusz Bluza                     | Barto'cut12 | 3:06    |
| 11 | „Płuca zlepione topami” (remix)     | Mateusz Bluza                     | Wezyr       | 5:24    |

## Certyfikat
| Kraj          | Certyfikat         | Sprzedaż |
| ------------- | ------------------ | -------- |
| Polska (ZPAV) | 2x platynowa płyta | 60 000+  |